# Шеренте (язык)
Шеренте (Sherenté, Xerénte) — один из языков группы же, на котором говорит народ шеренте в штате Токантинс (между реками Сону и Токантинс) в Бразилии. В 2000 и в 2006 годах насчитывалось 1810 человек (2000 ISA и Moore 2006). Кроме родного, народ также свободно говорит на португальском языке.